# 日高慎二
日高 慎二（ひだか しんじ、1982年3月31日 - ）は、日本の俳優、モデル、歌手。作詞・作曲も手掛ける。
島根県邑智郡邑南町（旧石見町）出身。島根県立矢上高等学校、高知大学理学部数理情報科学科を卒業。
2008年から「X+（エクスト）」として歌手活動を開始。日本愛妻家協会、日本ロマンチスト協会のテーマソングを担当。2010年からシュライカー大阪のテーマソングを担当。千詩亜の歌うクオレのブランド『K-Palette』のテーマソングを作詞作曲。
2019年には年間300本以上のライブイベントに出演。
2020年1月5日出雲市うらら館だんだんホールにて550人来場のワンマンライブを実施。
関西を中心として活躍中。
2023年現在
- 島根県遣唐使（ふるさと親善大使）[要出典]
- 島根県出雲市観光大使[要出典]
- 島根県邑南町A級グルメ大使[要出典]
- 京都府人権啓発広め隊[要出典]
- 愛知県江南市PR大使（「X+（えくすと）」として）[1]
- 愛知県豊橋市農産物PR大使[要出典]
- 群馬県嬬恋村キャベツ大使[2]

2020年東京オリンピック聖火リレー　島根県ピックアップランナーに選ばれている
2021年、映画『神在月のこども』の公式アンバサダー　島根縁バサダーに就任
チャイルドライン京都　テーマソング「願い」作詞作曲

アンバサダー（企業アンバサダー）
・月化粧アンバサダー（青木松風庵）
・舞昆アンバサダー（舞昆の鴻原）
・DANボールPR大使（高木包装）

テレビ東京「生きるを伝える」出演。2021年3月6日
https://www.tv-tokyo.co.jp/ikiru/movie622.html

## 出演

### ドラマ
- みなと銀行コンセプトドラマ『想いをあなたへ』[3]
- 打ち上げ花火　大山賢太郎役[4]

### CM
- リクルート『タウンワーク社員』
- サンガリアのおいしいお茶

### WEB
- CodeNeo　メンズおつカレンダー　第一号タレント
- 世界初Sync+ネットサイン会　第一号タレント

### TV,ラジオタイアップ
- 「METAL BOX TV」2011年6月度エンディングテーマを担当
- 「MUSIC JUNGLE TV」2011年8月度エンディングテーマを担当
- NHK朝ドラ「だんだん」挿入歌

### テーマ曲
- Fリーグシュライカー大阪テーマソングを担当（2010年〜）
- クオレ化粧品　k-pleetテーマソング
- 日本愛妻家協会テーマソング「アイシテル」
- 群馬県嬬恋村キャベチューテーマソング「キャベツ畑」
- ロマンチスト協会神戸支部ハトチューテーマソング「相合傘」
- 日比谷花壇×日本愛妻家協会　コラボイベント ヒビチューテーマソング「my honey」
- 伊勢市二見町イベン めおチューテーマソング「タイムマシーン」
- 通天閣の屋上で夢を叫ぶ テーマソング「空からの世界〜通天閣〜」
- 大手町の中心でねぎらう

### 受賞
- KOBE ROMANCE AWARD ロマンスクリエイティブ賞受賞(2011年度）

　2010年には広瀬香美の「ロマンスの神様」に続き受賞